# Белланте
Белланте (итал. Bellante) — коммуна в Италии, расположена в регионе Абруццо, подчиняется административному центру Терамо.
Население составляет 7198 человек (на 2004 г.), плотность населения составляет 141 чел./км². Занимает площадь 49 км². Почтовый индекс — 64020. Телефонный код — 0861.
Покровителем коммуны почитается святой Афанасий.